# Жанакала (Карагандинская область)
Жанакала́ (каз. Жаңақала) — село в Бухар-Жырауском районе Карагандинской области Казахстана, входит в состав Петровского сельского округа. 

## География
Населённый пункт расположен на северо-востоке района, в 38 километрах (по автодороге) к северо-востоку от административного центра сельского округа села Петровка, в 21,5 километрах к северу от районного центра посёлка Ботакара и в 83 километрах к северо-востоку от областного центра города Караганда. Соседние населённые пункты: Жастилек в 7 километрах к югу, Акбел в 7,5 километрах к северу. Транспортное сообщение осуществляется автомобильной дорогой областного значения КМ-13 «Ботакара—Акбел—Алгабас км 0-40». Высота центра населённого пункта — 556 метров над уровнем моря.

## Население
| Численность населения | Численность населения | Численность населения | Численность населения |
| 1989                  | 1999                  | 2009                  | 2021                  |
| --------------------- | --------------------- | --------------------- | --------------------- |
| 448                   | ↘408                  | ↘373                  | ↘287                  |